# Santa Cruz de la Palma
Santa Cruz de La Palma è un comune spagnolo di 16 568 abitanti situato nella comunità autonoma delle Canarie. Sebbene faccia parte della provincia di Santa Cruz de Tenerife è anche il capoluogo dell'isola di La Palma. Sul suo territorio si trova il Santuario di Nostra Signora della Neve, patrona dell'isola di La Palma.
Degli oltre 17.000 abitanti, circa 15.000 sono residenti in città, mentre i restanti abitano i quartieri periferici. Il nucleo urbano comincia al livello del mare, ma il territorio del comune si estende fino a oltre i 1800 m di altezza.

## Geografia fisica
Santa Cruz si trova sul versante orientale dell'isola di La Palma, all'interno del bordo della Caldereta (antica caldera vulcanica), limitata a sud dal Risco de la Concepción (in italiano Rupe dell'Immacolata Concezione) e a nord dal Barranco Seco (una fiumara molto profonda). Parte della città e il porto sono ubicati sopra un'antica colata lavica della Caldereta che, al frantumarsi della sezione nord-est della parete, è arrivata velocemente al mare e si è raffreddata bruscamente formando uno strato basaltico. Il territorio comunale si estende poco oltre i 43 km², con 4,03 km di costa.
Confina a nord con il municipio di Puntallana, a sud con Breña Alta, a ovest con El Paso e ad est con l'Oceano Atlantico. Nonostante la città sorga sul mare, il suo territorio sale molto rapidamente verso l'interno, sia a causa delle pareti scoscese della Caldereta, che del versante orientale della Caldera de Taburiente.
Le principali zone in cui è suddivisa Santa Cruz sono:
- il centro, dove si trovano i quartieri più piccoli chiamati La Luz, San Telmo, San Sebastián, El Puente, Benahoare, La Alameda, La Calle Real, El Pilar e El Marquito;
- la periferia che comprende i quartieri Calsinas, Velhoco, Las Nieves, La Dehesa, La Encarnación, El Planto, El Carmen e Mirca (presso quest'ultimo si trova la discarica dell'isola, nell'attesa della costruzione di un complesso ambientale a Villa de Mazo.

L'estrema vicinanza fra i monti e il mare conferisce alla città un discreto dislivello superato con scalinate e tratti in pendenza. Lo stadio, situato a circa un chilometro dal mare, si trova già a 70 m di altezza e i quartieri periferici raggiungono quote anche più elevate.
La Palma gode durante tutto l'anno di un clima mite anche se normalmente il cielo è coperto di nubi a causa dell'influenza dei venti alisei che soffiano sull'Oceano Atlantico.

## Storia

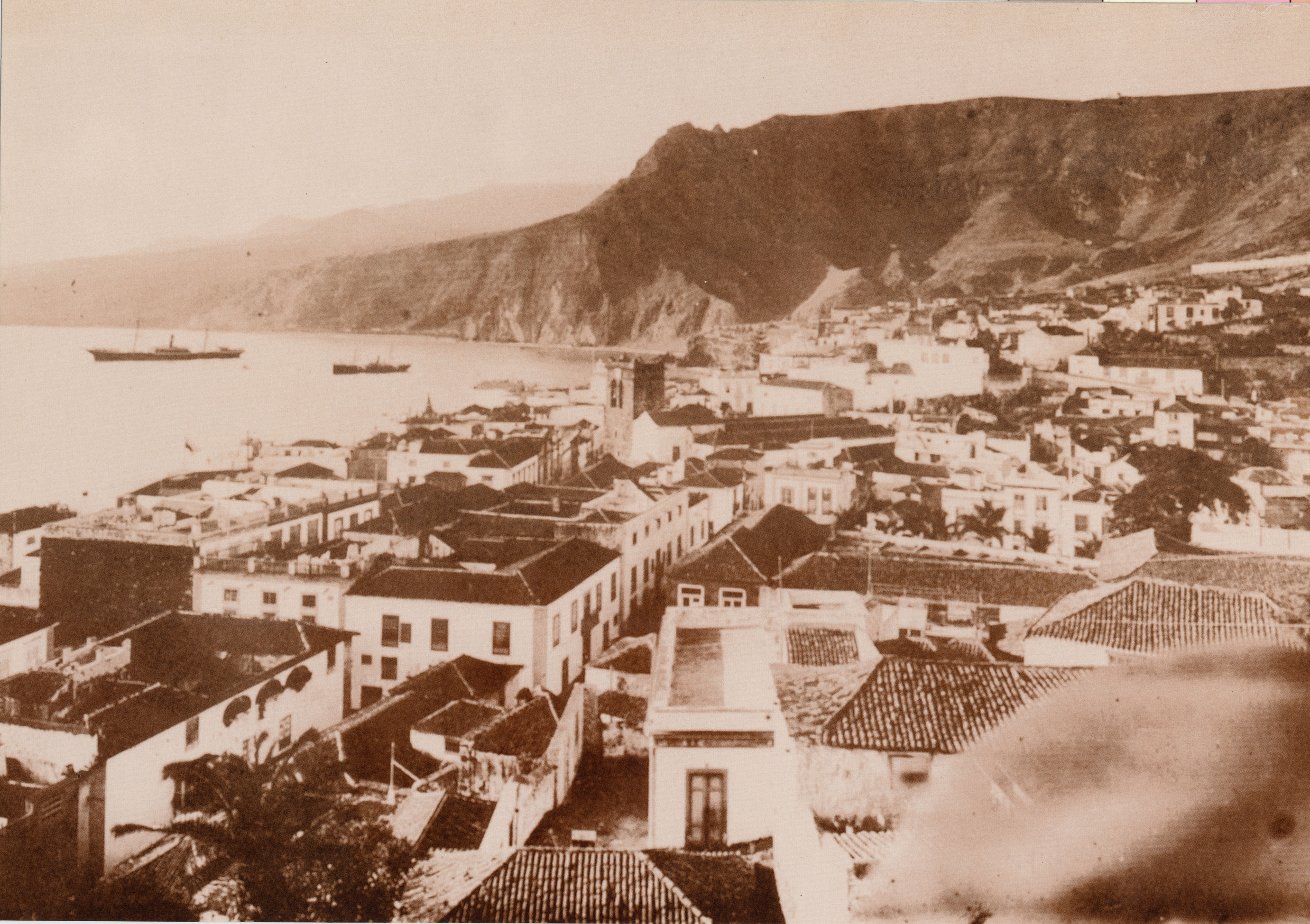
Vista di Santa Cruz de La Palma attorno al 1890. Sullo sfondo è visibile la parete della Caldereta.

Santa Cruz fu fondata il 3 maggio 1493 con il nome di Villa de Apurón dall'adelantado Alonso Fernández de Lugo, su una spiaggia situata all'interno di una baia, che costituiva di per sé un porto naturale, e in vicinanza dello sbocco del torrente dove si trovava la caverna dell'antico capo del regno dei Tedote (la attuale Cueva de Carías, al nord della città); la città rimase, assieme al resto dell'isola, sotto il potere di Juan Fernández de Lugo Señorino, nipote del conquistador.
Santa Cruz divenne ben presto capitale dell'isola: la scelta del luogo fu dovuta alle sue caratteristiche, protetto dai venti e adatto all'approdo delle navi, che ne fanno un porto ideale. L'esistenza della chiesa principale di El Salvador si attesta a partire dal 1512.

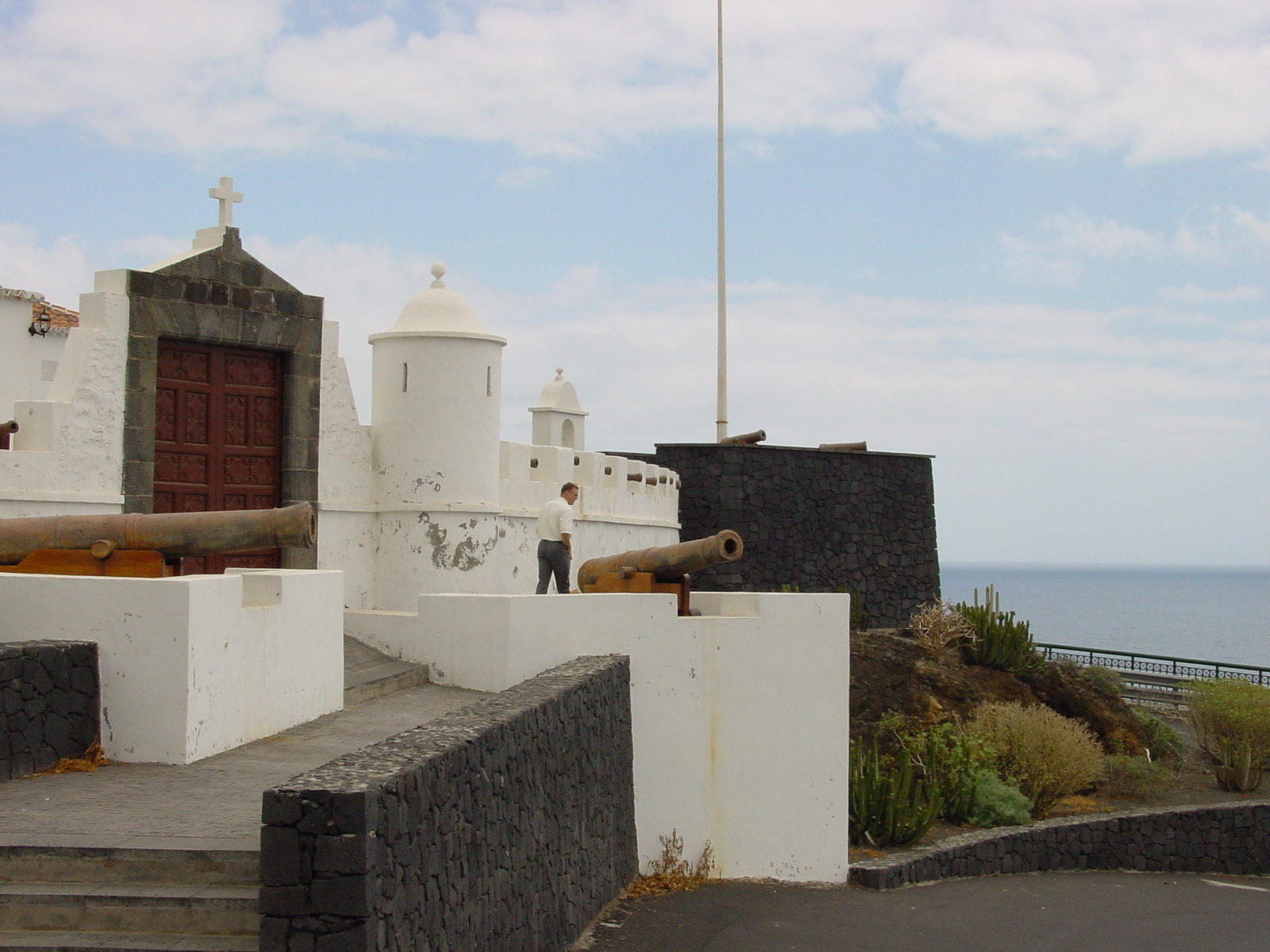
Scorcio del Castillo de Santa Catalina.

La città crebbe rapidamente grazie al suo porto, l'ultimo sulla rotta per l'America, e grazie all'esportazione della canna da zucchero prodotta sull'isola. Tuttavia la sua prosperità la espose all'attenzione dei pirati che la attaccarono a più riprese. Il peggiore di questi attacchi avvenne nel 1553 quando Santa Cruz fu saccheggiata e distrutta dal pirata François Le Clerc più conosciuto col nome di Jamba de Bois, in spagnolo Pata de Palo (ovvero letteralmente Gamba di Legno). La città fu poi ricostruita e fortificata. Delle antiche fortificazioni rimangono soltanto il Castillo de Santa Catalina sul mare e il Castillo de Santa Cruz del Barrio, recentemente ristrutturato, situato a nord dell'imboccatura del Barranco de Las Nieves, di cui si conservano i resti delle mura e della porta.
Fu in Santa Cruz che nel 1558, su decisione del re Filippo II, venne creato il primo Tribunale delle Indie: tutte le imbarcazioni spagnole che volevano commerciare con le colonie americane dovevano registrarsi a questo tribunale. Sempre nello stesso periodo, Filippo II concesse alla città il titolo di Muy Noble y Leal.
Santa Cruz de La Palma fu anche la prima città spagnola ad avere un sindaco eletto democraticamente: nel 1773 si celebrarono in tutta la Spagna le prime elezioni a suffragio popolare, a seguito di un processo contro i governatori perpetui della città intentato dai commercianti Dionisio O'Daly, di origine irlandese, e Anselmo Pérez de Brito, che ottennero una sentenza favorevole dalla Corona di Castiglia. Inizialmente il sindaco risiedeva nell'edificio oggi conosciuto come Cueva de Carías, come confermato da una placca posta all'entrata dell'attuale municipio.
All'inizio della rivolta militare del 1936 che sfocerà nella Guerra civile spagnola, l'isola di La Palma resisterà al golpe e manterrà la legalità repubblicana fino al 25 luglio, quando arrivò a Santa Cruz la nave cannoniera Canalejas. Questo episodio viene ricordato con il nome di Settimana Rossa.
Dopo la transizione democratica del 1975, alle prime elezioni municipali libere del 1979 venne eletto un sindaco del Partito Comunista di Spagna (PCE).

## Monumenti e luoghi d'interesse
Santa Cruz possiede un ricco patrimonio artistico di stile rinascimentale, barocco e neoclassico, che è raggruppato quasi totalmente in alcune vie e piazze del centro storico. Di particolare rilievo è Piazza di Spagna, centro nevralgico della città su cui si affacciano pregevoli palazzi di epoca rinascimentale, fra cui spiccano il municipio e la chiesa di El Salvador. Su un lato, vicino alla chiesa, si trova l'unica fontana del XVI secolo rimasta nell'arcipelago.
Chiese e palazzi furono arricchiti dai notabili che importarono molte opere d'arte, soprattutto a tematica religiosa, dalle Fiandre e dall'America.

### Architetture religiose

#### ChiesaEl Salvador

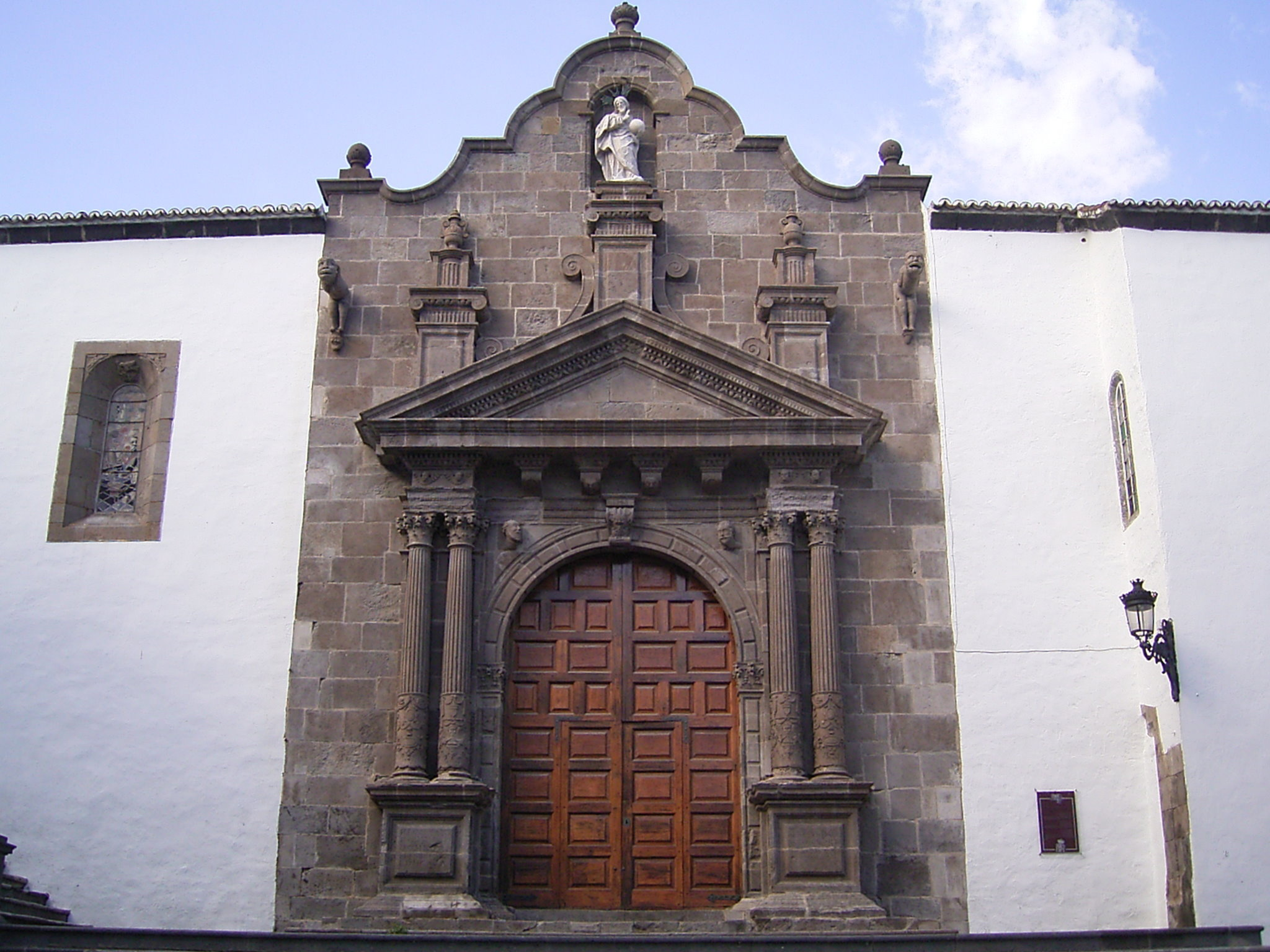
Vista del portone principale della chiesa di El Salvador.

Fu ultimata nel 1497, ma acquisì la sua forma attuale solo nella seconda metà del secolo seguente. Ad oggi presenta una pianta basilicale a tre navate con copertura in legno di stile mudéjar, ricca di decorazioni con motivi tradizionali, come la stella ad 8 punte che risale al periodo dei Mori in Spagna. Nella cappella laterale chiamata Capilla de Animas è presente una pregevole incisione del XVI secolo intitolata Cristo de los Mulatos e raffigurante la crocifissione.
La cornice della porta principale, del 1585, la cui forma è ispirata ad un arco di trionfo romano, rappresenta allegoricamente il trionfo di Cristo e della sua Chiesa ed è l'esemplare più significativo di arte rinascimentale presente sull'Arcipelago.
La torre, di aspetto militaresco, fu costruita in seguito all'attacco dei francesi del 1553 con materiale portato da La Gomera; l'elemento più significativo è la finestra decorata che si apre su Piazza di Spagna. Al suo interno si trova la sacrestia coperta da una volta a crociera di stile gotico.

#### Santuario di Nostra Signora della Neve (Santuario de Nuestra Señora de Las Nieves)

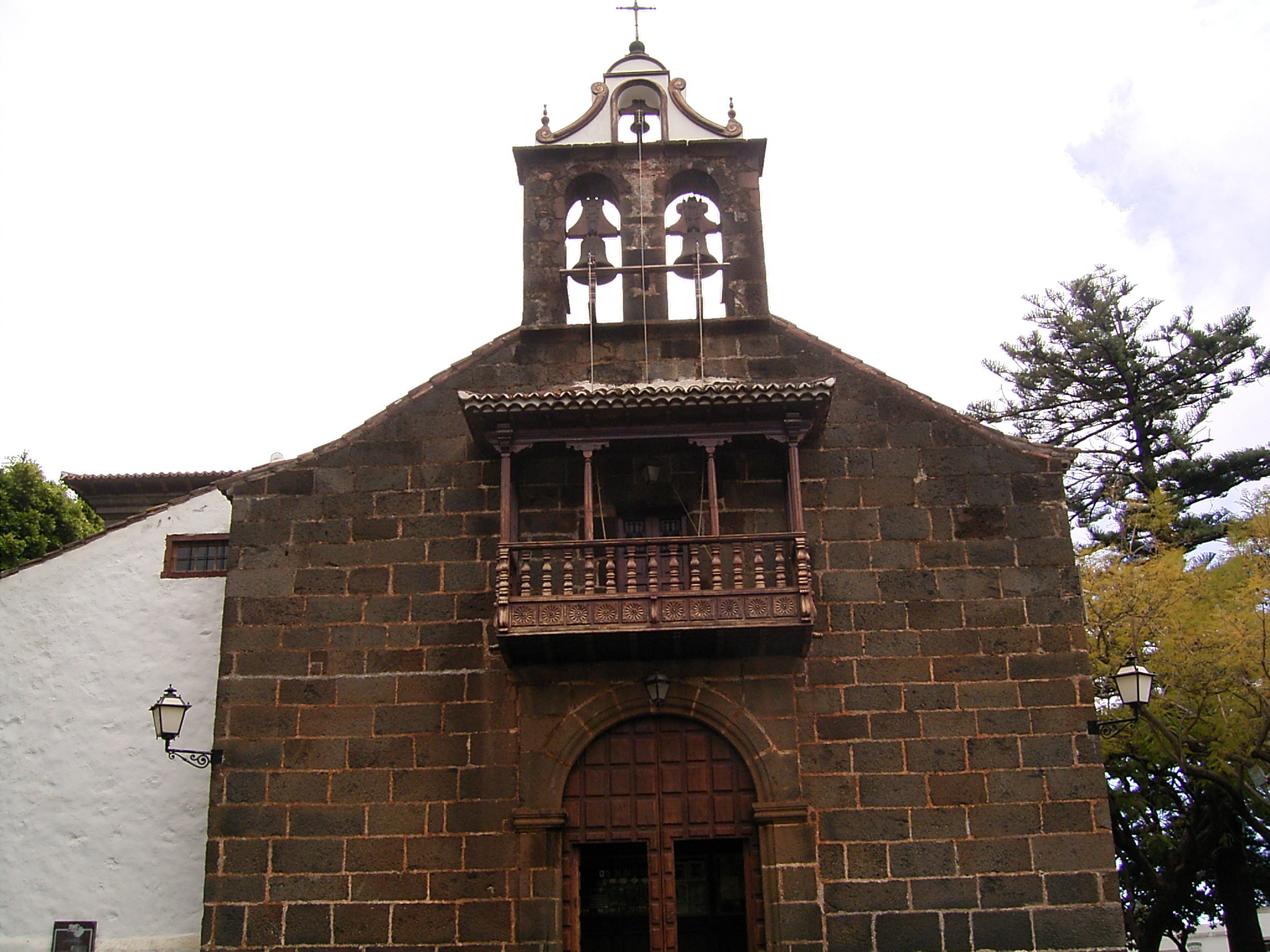
Facciata del Santuario di Nostra Signora della Neve: in evidenza il balcone a cassettoni.

Così chiamato per l'immagine della Vergine Maria placcata in argento che spicca sopra l'altare, il Santuario della Madonna della Neve (patrona dell'isola di La Palma) è la meta principale di pellegrinaggio dell'isola.
Si tratta di una chiesa del XVII secolo, a pianta basilicale a navata unica, con copertura interna in stile mudéjar; l'esterno è intonacato in bianco con un balcone a cassettone sulla facciata. È situata nel mezzo di un paesaggio incantevole fra verdi pendii e palmeti.
L'origine del Santuario si perde in un remoto passato: secondo un'antica tradizione, l'immagine della Madonna della Neve veniva già adorata dai nativi prima della conquista spagnola, tuttavia il documento più antico che attesta l'esistenza di un luogo di culto con questo nome è datato 23 gennaio 1507. Un primo tempio fu costruito nel 1517 e ampliato nel 1525: fu sostituito poi dall'edificio attuale nel 1646. Col tempo, accanto al nuovo eremo, divenuto parrocchia nel 1657, sorsero tutta una serie di edifici che oggi formano un insieme di altissimo valore storico, artistico e paesaggistico: la Casa de los Romeros (casa dei pellegrini), costruita nel secolo XVII allo scopo, appunto, di ospitare pellegrini e devoti, la Casa Parroquial (edificio parrocchiale) dell'inizio del XVIII secolo.
L'intero complesso è costruito nello stile coloniale tipico delle Canarie. Ogni cinque anni si celebrano le feste lustrali della Discesa della Virgen de las Nieves in onore della patrona dell'isola.

#### Chiesa e convento di San Francesco

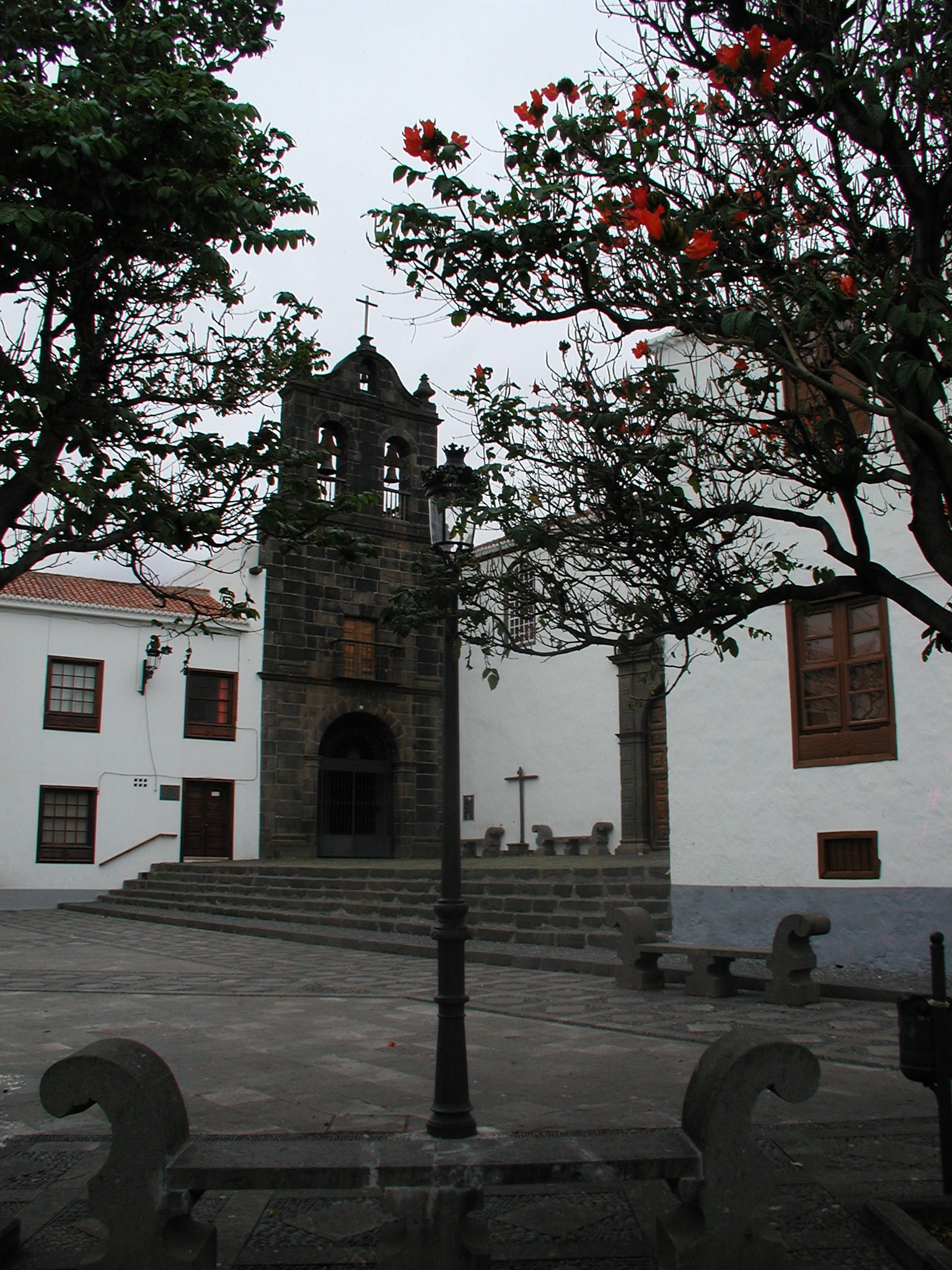
Ingresso del convento di San Francesco, oggi museo insulare

I frati francescani che accompagnarono Alonso Fernández de Lugo alla conquista dell'isola di La Palma, dopo aver abitato per 15 anni in capanne di paglia, cominciarono la costruzione di un monastero nel 1508, per espresso desiderio della regina Giovanna di Castiglia. Lo scudo di Castiglia, posto sopra l'ingresso principale, segna che esso è un possedimento reale. Al momento della costruzione risultava essere il quarto monastero francescano delle Isole Canarie.
La chiesa, costruita fra i secoli XVI e XVIII, possiede una delle più importanti raccolte di arte rinascimentale presenti nell'isola: la cappella della Vergine di Montserrat, edificata attorno al 1540 con arco lavorato in pietra e copertura a cassettoni in legno, esemplare unico nelle Canarie. Consta anche di ricchi retabli barocchi e di uno splendido catalogo di immagini fiamminghe, sivigliane, americane e canarine che formano un autentico museo di scultura.
Il convento oggi ospita il Museo Insular (museo dell'isola) con una variegata raccolta che comprende, fra l'altro teschi Guanci, animali ed uccelli imbalsamati, conchiglie e coralli e una collezione di quadri spagnoli.

### Architetture civili

#### Il municipio

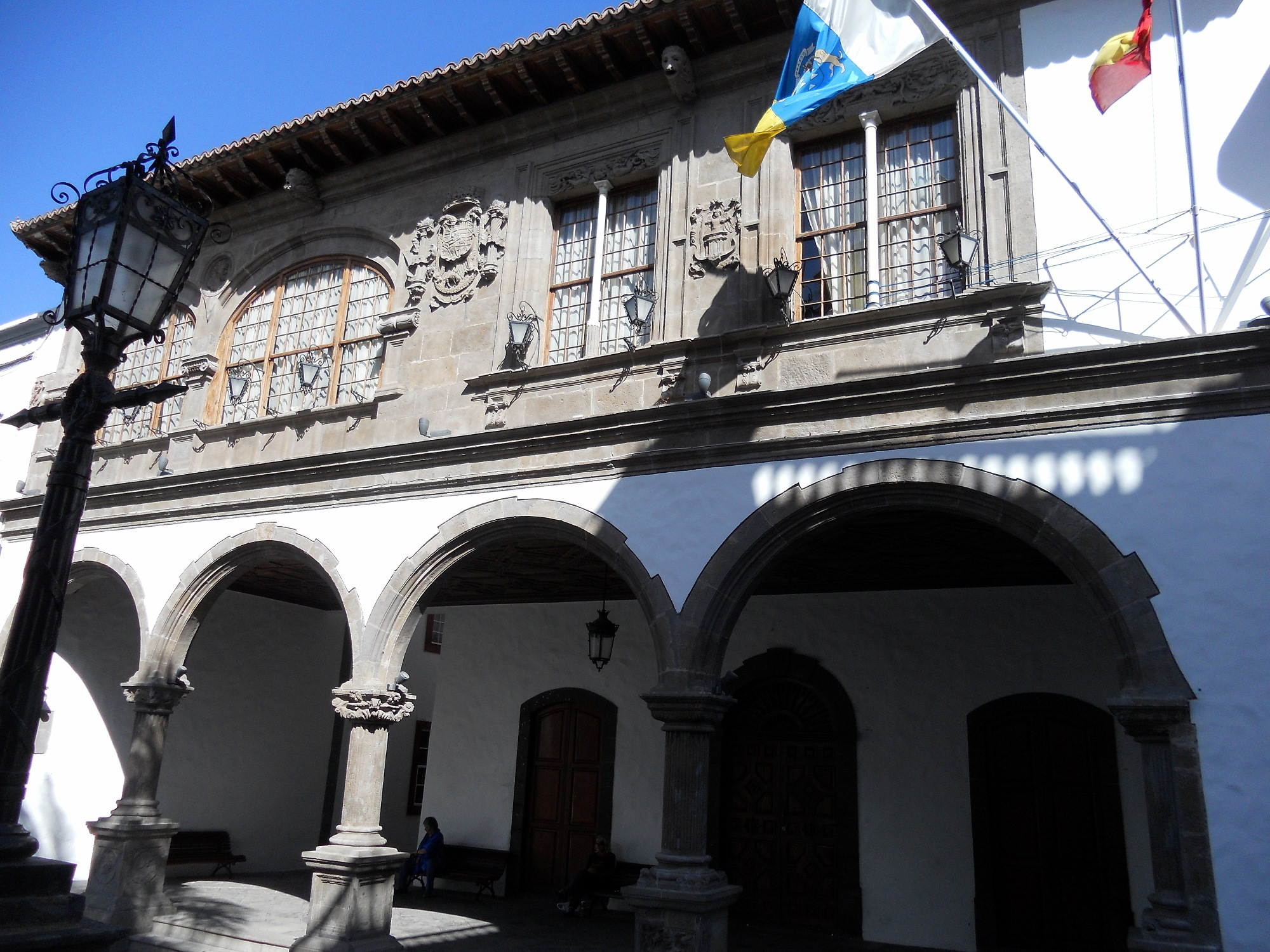
Facciata del municipio di Santa Cruz.

Situato nella piazza principale, la sua costruzione iniziò nel 1553, su un'area di proprietà del comune, successivamente ampliata con l'acquisto di aree adiacenti. L'edificio rappresenta il principale complesso di epoca rinascimentale che si incontra nelle Canarie, unito alla Chiesa e alla fonte, ed è sede del primo Ayuntamiento (Comune) spagnolo ad elezione popolare, avendo eletto i propri rappresentanti nel 1773. Le pietre usate per la sua costruzione provengono dalla vicina isola de La Gomera.
L'edificio si sviluppa su due piani: quello inferiore comprende l'atrio a cui si accede tramite quattro archi a tutto sesto appoggiati su colonne dal fusto scanalato i cui plinti e le basi sono decorate con rilievi; il secondo piano prende luce da quattro finestre: le due di destra si aprono in due bifore ciascuna, con capitelli sulla volta. Sulla facciata si trovano scolpiti su pietra gli scudi di Spagna e dell'isola, un busto di Filippo II e un'insegna su cui è scritto "El Lcdo. Alarcón, Teniente del Lcdo." Almentero lo terminò nel 1563.
All'inizio il carcere era situato nella parte bassa della via Trasera e aveva un ingresso separato. Al livello dell'entrata principale c'era la sala delle udienze di giustizia e al piano superiore la sala delle riunioni del Cabildo.
L'edificio subì una ristrutturazione nel XIX secolo, dovuta all'opera del sindaco Miguel Pereyra che realizzò la porta e la scala principale di entrata, la galleria al secondo piano e stanze per l'amministrazione del servizio postale. Lo stile rinascimentale fu convertito in un gioiello di architettura canaria. Nel suo interno sono rilevanti gli affreschi La Romería del pittore palmero González Méndez e quello della scala principale di Mariano de Cossío.

#### IlCastillo de Santa Catalina

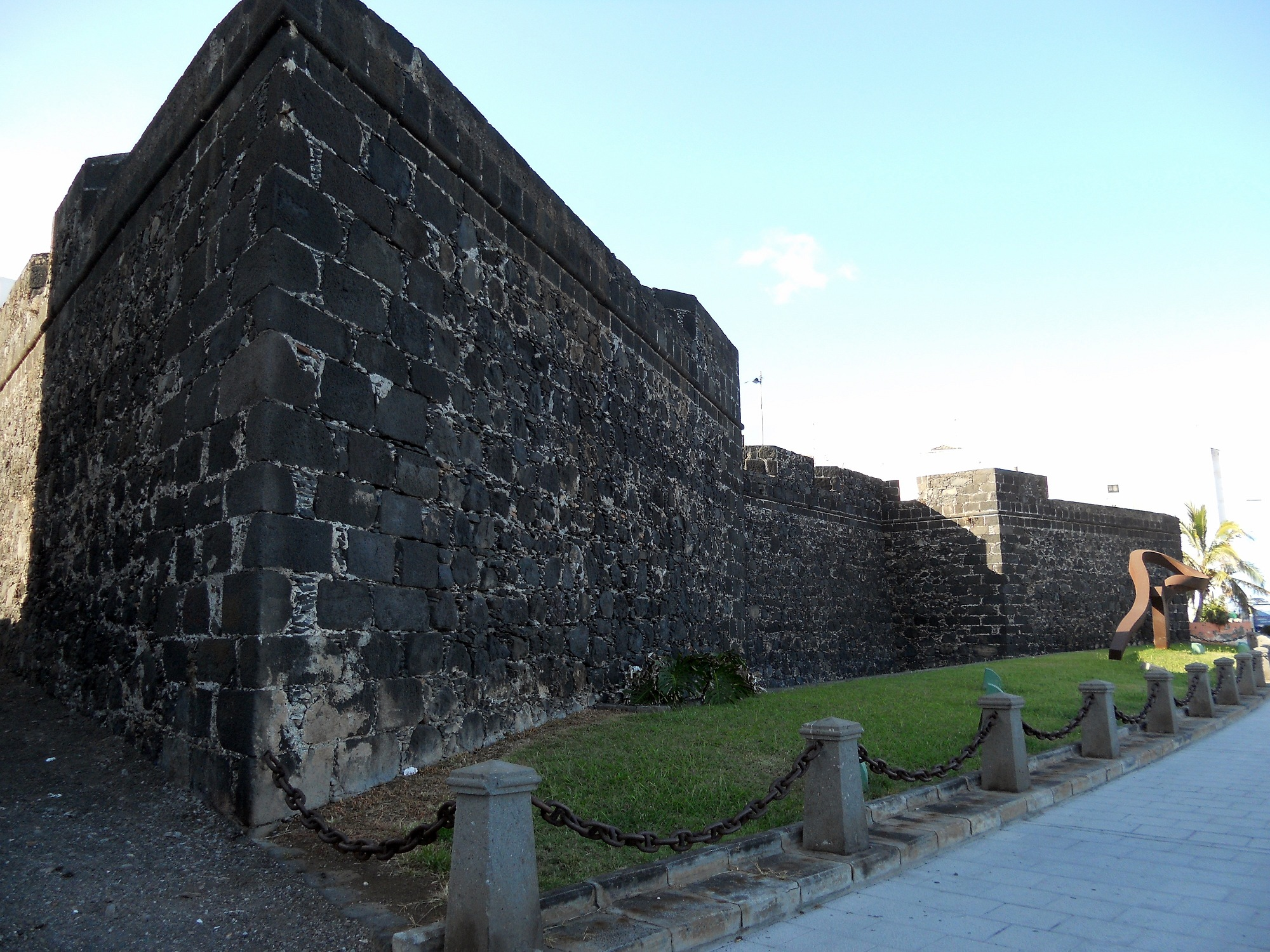
Angolo est del Castillo de Santa Catalina.

Il Castillo de Santa Catalina è l'unica fortificazione rimasta delle tante costruite per difendere Santa Cruz dagli attacchi dal mare. L'edificio, a pianta quadrata, si trova nella parte nord della città, a pochi metri dalla riva del mare. La porta presenta un arco ribassato nel quale figurano le armi reali.
La storia di questa fortificazione è stata travagliata: la sua costruzione iniziò nel 1554 presso la torre di San Miguel su iniziativa di Cepeda, governatore dell'isola in quel momento. Nel 1665 un'inondazione del vicino Barranco de las Nieves lo trascinò in mare. Fu ricostruito nella posizione attuale, ma l'azione del mare lo rese inservibile e fu posto in vendita. Attualmente appartiene a vari proprietari privati. Qui fu arrestato Anselmo Pérez de Brito, l'avvocato che intentò il processo ai governatori perpetui. Per Decreto, fu dichiarato Monumento Storico e Artistico il 22 giugno 1951.

#### I balconi

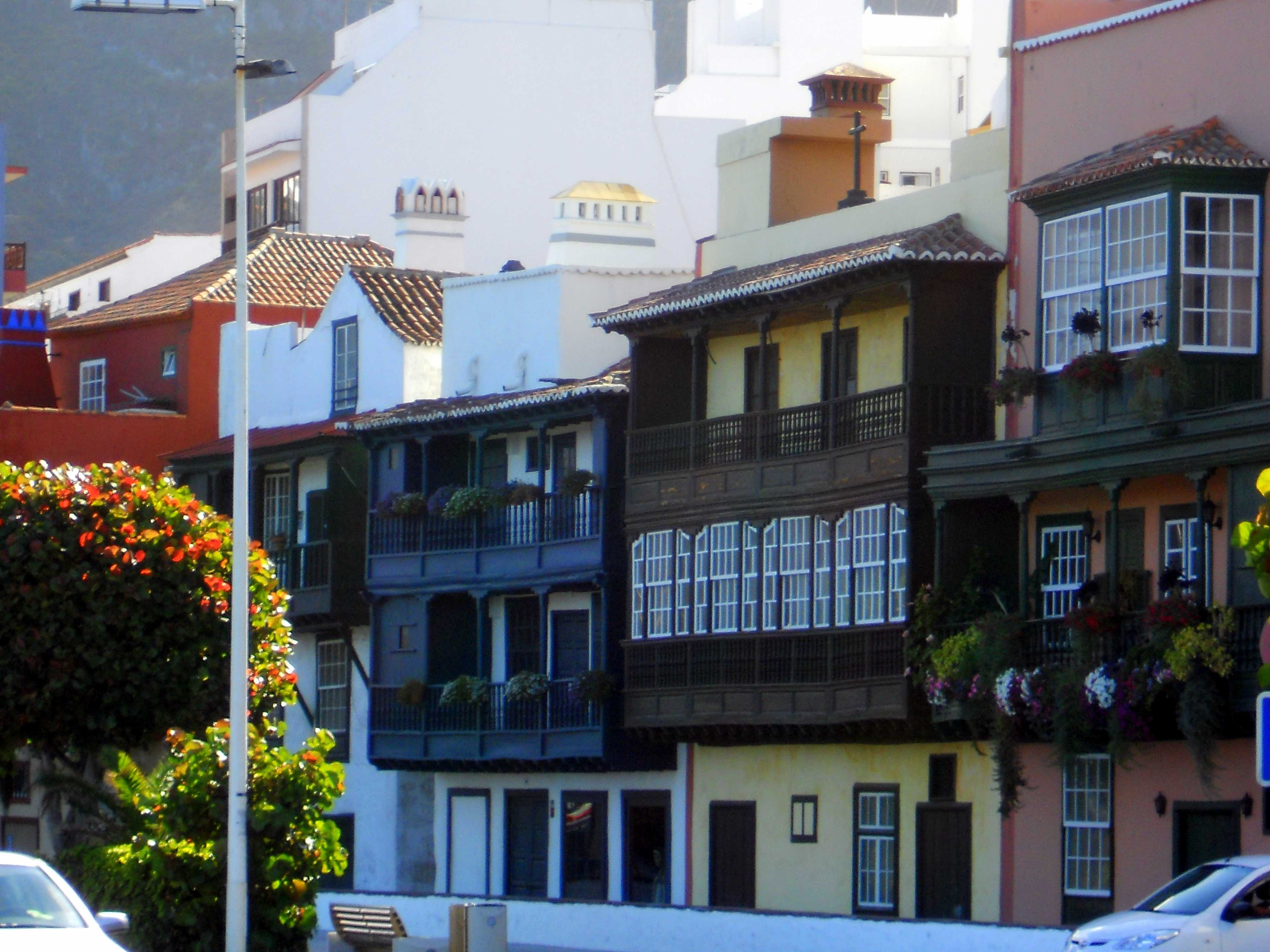
Balconi doppi risalenti al XVI secolo sul lungomare di Santa Cruz.

Il gusto per i balconi si diffuse nelle isole Canarie ad opera degli immigrati provenienti dalla Spagna peninsulare. Sono contraddistinti da due stili diversi, sottoposti poi all'influenza portoghese: uno di gusto europeo, diffuso nel nord della Spagna, e l'altro più vicino allo stile musulmano, diffusosi nelle isole grazie agli immigrati andalusi.
La loro costruzione fu vietata per lungo tempo. Il re Filippo II ne ordinò addirittura l'abbattimento, ma la nave che portava i messaggi del re non arrivò mai a La Palma, così che gli abitanti di Santa Cruz conservarono i loro balconi. Quelli visibili in Avenida Maritima di fronte al mare sono balconi doppi risalenti al XVI secolo costruiti al secondo piano su case di gusto portoghese, strette e alte: essi sono prevalentemente di gusto arabo, aventi la forma di una scatola chiusa. Quelli coperti da persiane sono conosciuti in spagnolo col nome di balcón de ajimeces.

#### Teatro Chico

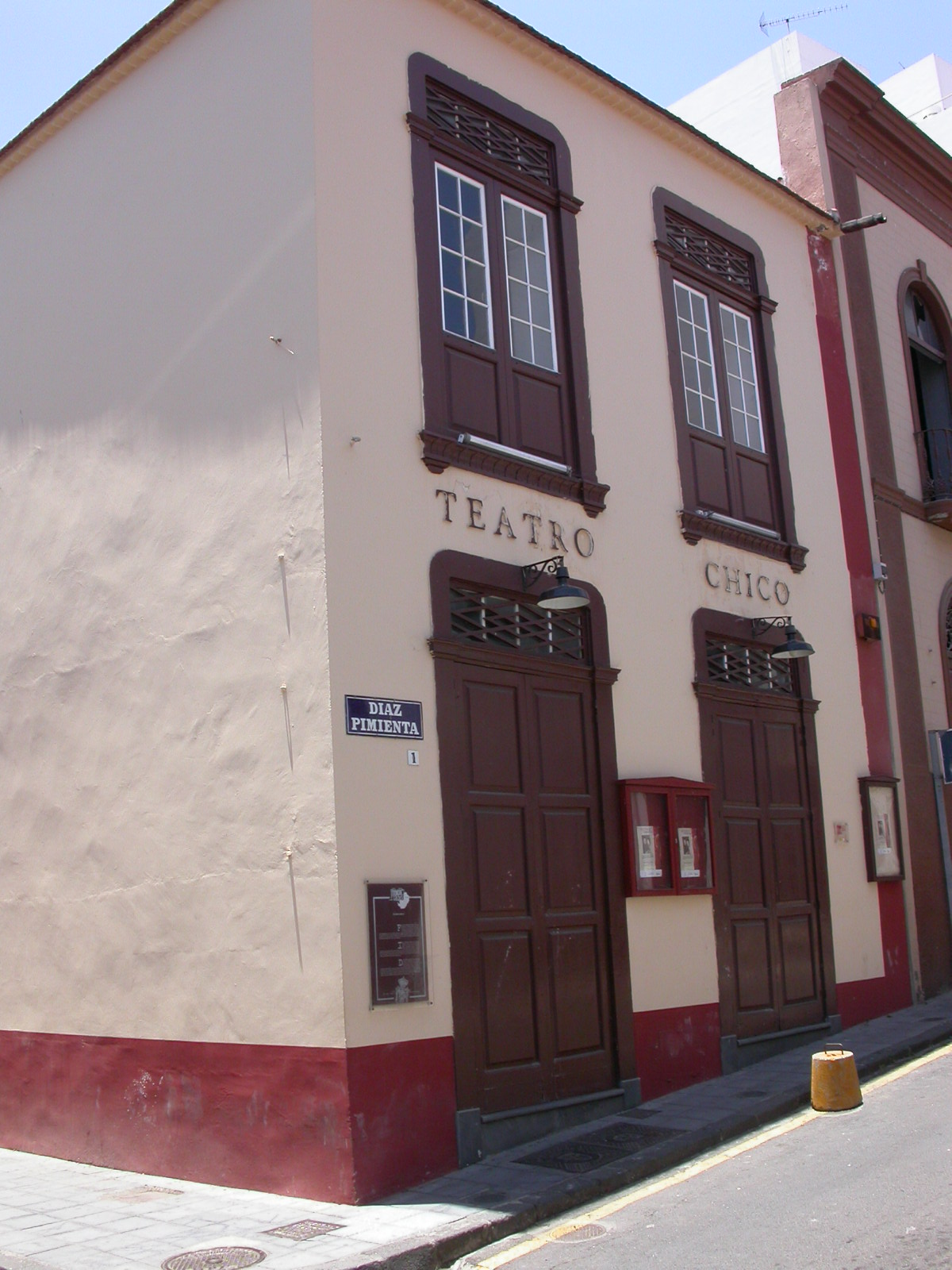
Facciata del Teatro Chico.

Il Teatro Chico (Piccolo Teatro) è uno dei due teatri di Santa Cruz: fu fondato nel 1866 come luogo per gli spettacoli e le feste pubbliche. L'edificio costituiva in origine l'oratorio del vecchio ospedale de Dolores y Concepción fondato nel 1514 e abbandonato nel 1837 quando l'istituto fu trasferito presso il convento delle monache clarisse. Prima di essere riutilizzata come teatro, la struttura subì un progressivo processo di degrado. La conversione ha nascosto completamente la vecchia costruzione dell'oratorio, tanto da rendere irriconoscibile il carattere sacro dell'edificio. Il teatro fu costruito su una struttura leggera sfruttando le robuste mura preesistenti della chiesa.
Fra il 1957 e il 1958 l'edificio subì importanti opere di adeguamento e venne installato un ripetitore radio. Nel 1997 fu dichiarato monumento e inserito nella lista dei Beni di interesse culturale spagnoli.
L'edificio è suddiviso in due parti separate da un arco in pietra: l'ingresso è la sezione che ha subito meno modifiche nella trasformazione e corrisponde al presbiterio dell'antica chiesa, mentre la platea è stata costruita al posto della navata. La platea è affrescata con motivi di tipo allegorico con evocazioni di Musica e Teatro, rappresentati da putti alati e musicisti inframezzati da maschere e pentagrammi. Al centro della composizione è presente lo stemma di Santa Cruz de La Palma su uno sfondo di nuvole e ghirlande. Una modanatura di grandi dimensioni rifinisce l'arco nel punto d'incontro con la parete. Il golfo mistico, davanti alla scena, è di dimensioni ridotte.

#### Teatro Circo de Marte

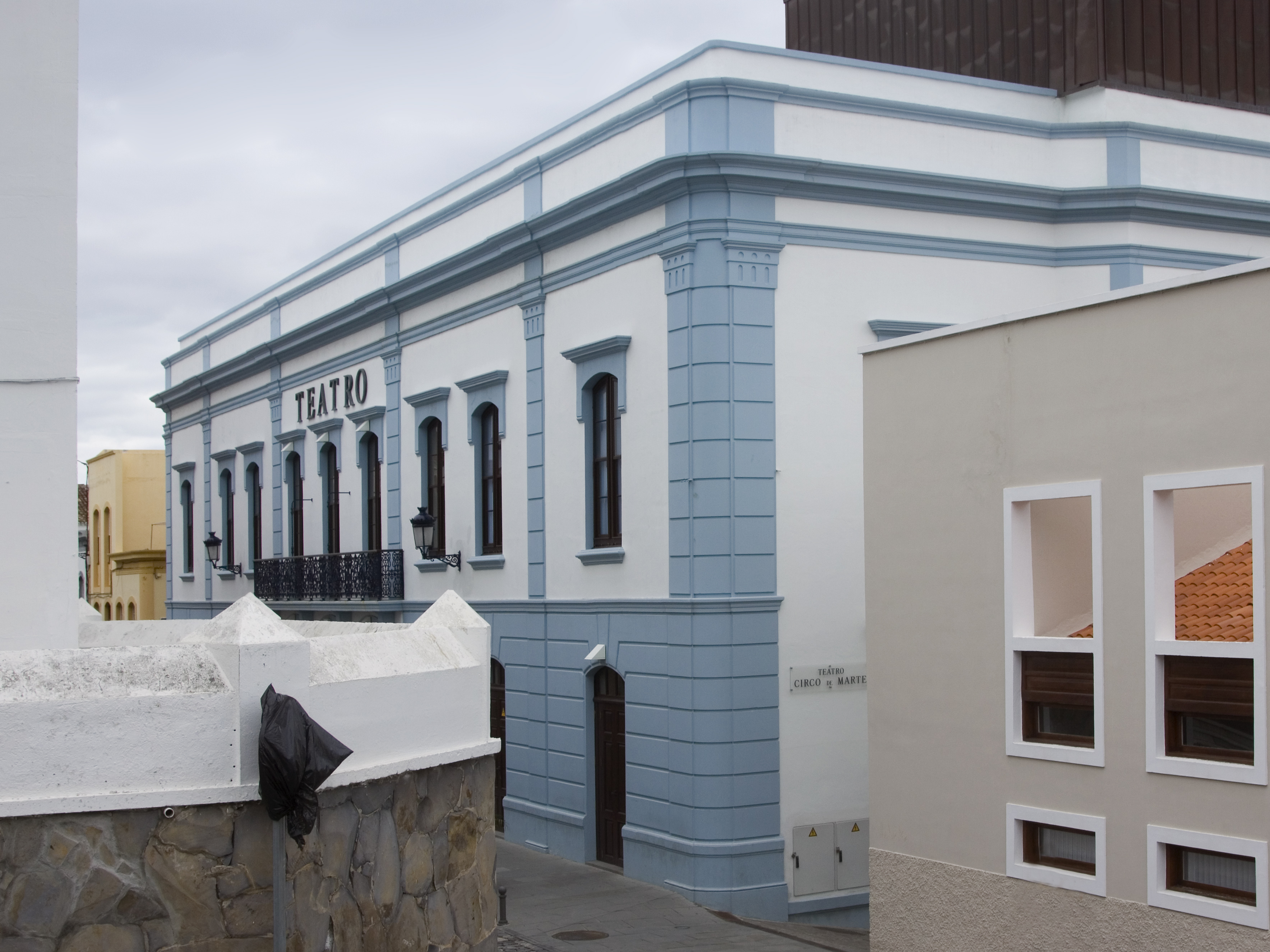
Visione esterna dell'edificio del teatro Circo de Marte

Il teatro Circo de Marte è il principale teatro di Santa Cruz. L'edificio è il risultato della trasformazione di un'arena per la lotta dei galli costruita nello stile francese di fine Ottocento, e della struttura precedente ereditò anche il nome di "Circus". La trasformazione in teatro consisté nella costruzione di un muro perimetrale che dette all'edificio una forma rettangolare e che servì anche come supporto per le strutture orizzontali. In questo modo lo spazio interno del circo fu utilizzato per la sala degli spettatori e nell'anello fra esso e il muro perimetrale sono stati costruiti tutti i servizi necessari per la nuova destinazione.

## Economia
Il porto della città è l'unico porto per merci e persone di tutta l'isola di La Palma e mantiene collegamenti regolari con i porti di Cadice (nella Spagna continentale), Los Cristianos (Tenerife), Santa Cruz de Tenerife, Las Palmas de Gran Canaria e Arrecife (Lanzarote).
Nonostante gli ostacoli che l'orografia complessa dell'isola comporta, le vie di comunicazione con le restanti città dell'isola sono abbastanza buone, soprattutto dopo la realizzazioni di importanti arterie di collegamento negli ultimi decenni: non dobbiamo dimenticare che, benché la popolazione di Santa Cruz sia inferiore a quella di Los Llanos de Aridane, il commercio fa dell'economia della città la più prospera dell'isola, essendo essa la via d'ingresso delle importazioni, così come il porto di uscita per i prodotti esportati da tutta l'isola. Passato il Muelle (porto) comincia la zona commerciale della città, formata da due vie parallele alla linea della costa: l'Avenida Maritima, più prossima al mare, e la Calle Real, di cui il primo tratto è stato in seguito chiamato calle O'Daly in onore del mercante irlandese che diede inizio al progresso democratico dell'isola.
Santa Cruz è collegata agevolmente con l'aeroporto di Mazo attraverso una strada a due corsie per senso di marcia la cui corsia ovest (quella in direzione dell'aeroporto) attraversa la parete della Caldereta con un tunnel di quasi 500 m.

## Popolazione
Nonostante sia il capoluogo de La Palma, la città più popolosa dell'isola è Los Llanos de Aridane, situata sulla costa occidentale. Infatti la crisi dell'economia agraria (crisi di cui l'isola ha sofferto a lungo nel corso della sua storia), insieme ad una limitata possibilità di espansione territoriale, hanno causato una progressiva stagnazione della popolazione di Santa Cruz: se nel 1900 gli abitanti erano circa 7.000, diventano soltanto 17.000 nel secolo successivo. Per contro, i comuni limitrofi di Breña Alta e Breña Baja, che dispongono di più spazio, sono diventati delle città dormitorio con un aumento vertiginoso della popolazione, intorno al primo decennio del XXI secolo.

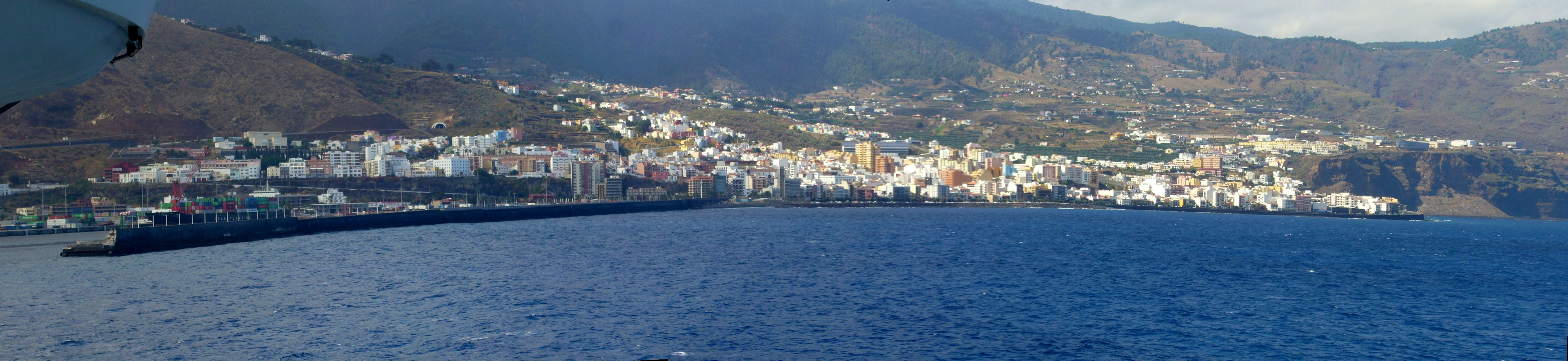
Panoramica di Santa Cruz de La Palma dal mare

Evoluzione nel tempo del numero degli abitanti censiti